# La Vina (Kalifornija)
La Vina je naseljeno područje za statističke svrhe u američkoj saveznoj državi Kalifornija. Prema popisu stanovništva iz 2010. u njemu je živjelo 279 stanovnika.